# Hylaeus leviceps
Hylaeus leviceps är en biart som först beskrevs av Houston 1975.  Hylaeus leviceps ingår i släktet citronbin, och familjen korttungebin. Inga underarter finns listade i Catalogue of Life.

## Bildgalleri

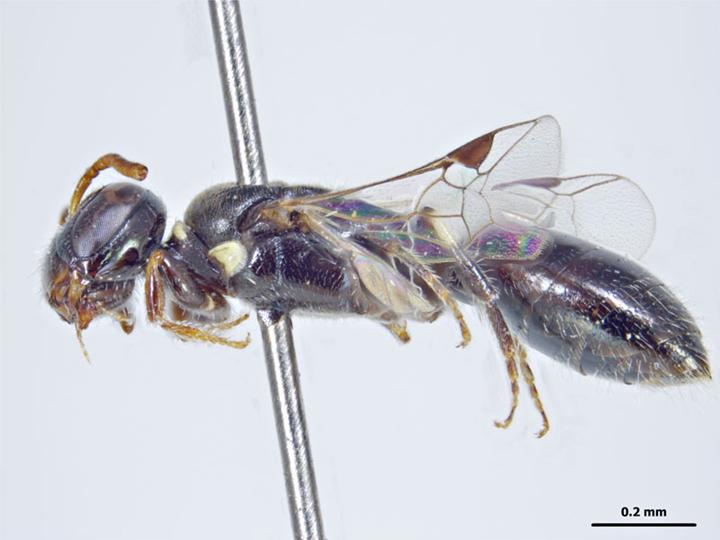
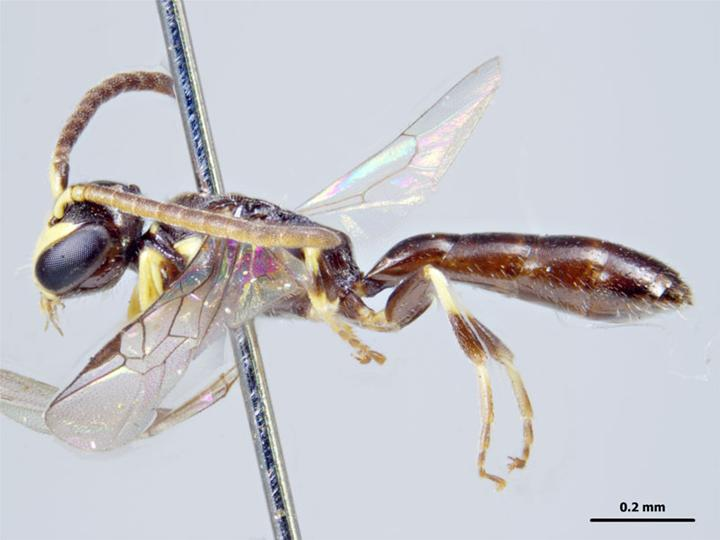